# Vrbice, Nymburk
Vrbice là một làng thuộc huyện Nymburk, vùng Středočeský, Cộng hòa Séc.